# Wiilwaal
Wiilwaal (també conegut com a Xirsi) (1801-1864) fou un cap (garaad o garad) del clan jidwaq dels ogadenis, que va governar la vall del Jarar, a la regió de Jijiga (avui a Etiòpia), fins al 1864. Va fundar el clan dels bartire i per això el seu domini és conegut com a Sultanat de Bartire.
És famós per les seves paràboles escrites, pel seu temperament violent i per les seves tendències autoritaris, i per haver rebutjat a l'explorador Richard Burton al que va rebre el garaad Adan a petició del sultà Sharmaarke de Zeila. Fou també un gran cap guerrer.
Se li atribueix la fundació de la ciutat de Jijiga.